# Deûlémont
Ne doit pas être confondu avec Delémont.
Deûlémont (en néerlandais : Deulemonde) est une commune française située dans le département du Nord (59), en région Hauts-de-France. Elle fait partie de la Métropole européenne de Lille.

## Géographie

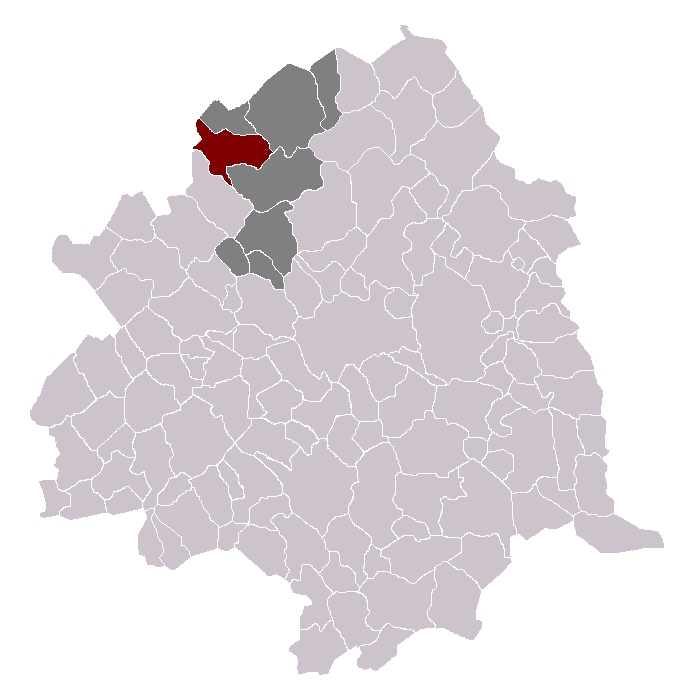
Deûlémont dans son canton et son arrondissement.

### Situation
Deûlémont tire son nom de sa situation au confluent de la Lys et de la Deûle. Le toponyme accole le nom de la rivière canalisée, la Deûle, et le mot mont, forme francisée de mond (bouche en néerlandais). En 1060, on trouve une mention du nom Duplices Montes.
Une île sur la Lys, à laquelle on ne peut accéder que par le quai Verboeckhoven à Comines-Warneton (Belgique), appartient à la commune.

### Communes limitrophes
|                              | Warneton    | Comines           |
| Comines-Warneton ( Belgique) | Deûlémont   |                   |
|                              | Frelinghien | Quesnoy-sur-Deûle |

### Hydrographie

#### Réseau hydrographique
La commune est située dans le bassin Artois-Picardie. Elle est drainée par la Lys, le canal de la Deûle, la Ferme des Deux Treilles, la rivière  la Lys, la Warnave, le Grand Cabaret et divers autres petits cours d'eau,.
La Lys, d'une longueur de 134 km en France, prend sa source dans la commune de Lisbourg, à l'altitude de 114,7 mètres, et se jette dans l'Escaut à Gand à 4,45 mètres d'altitude. Les caractéristiques hydrologiques de la Lys sont données par la station hydrologique située sur la commune. Le débit moyen mensuel est de 11,1 m3/s. Le débit moyen journalier maximum est de 95 m3/s, atteint le 26 décembre 1993, et le débit instantané maximum est de 94,6 m3/s, atteint le 28 décembre 2012.

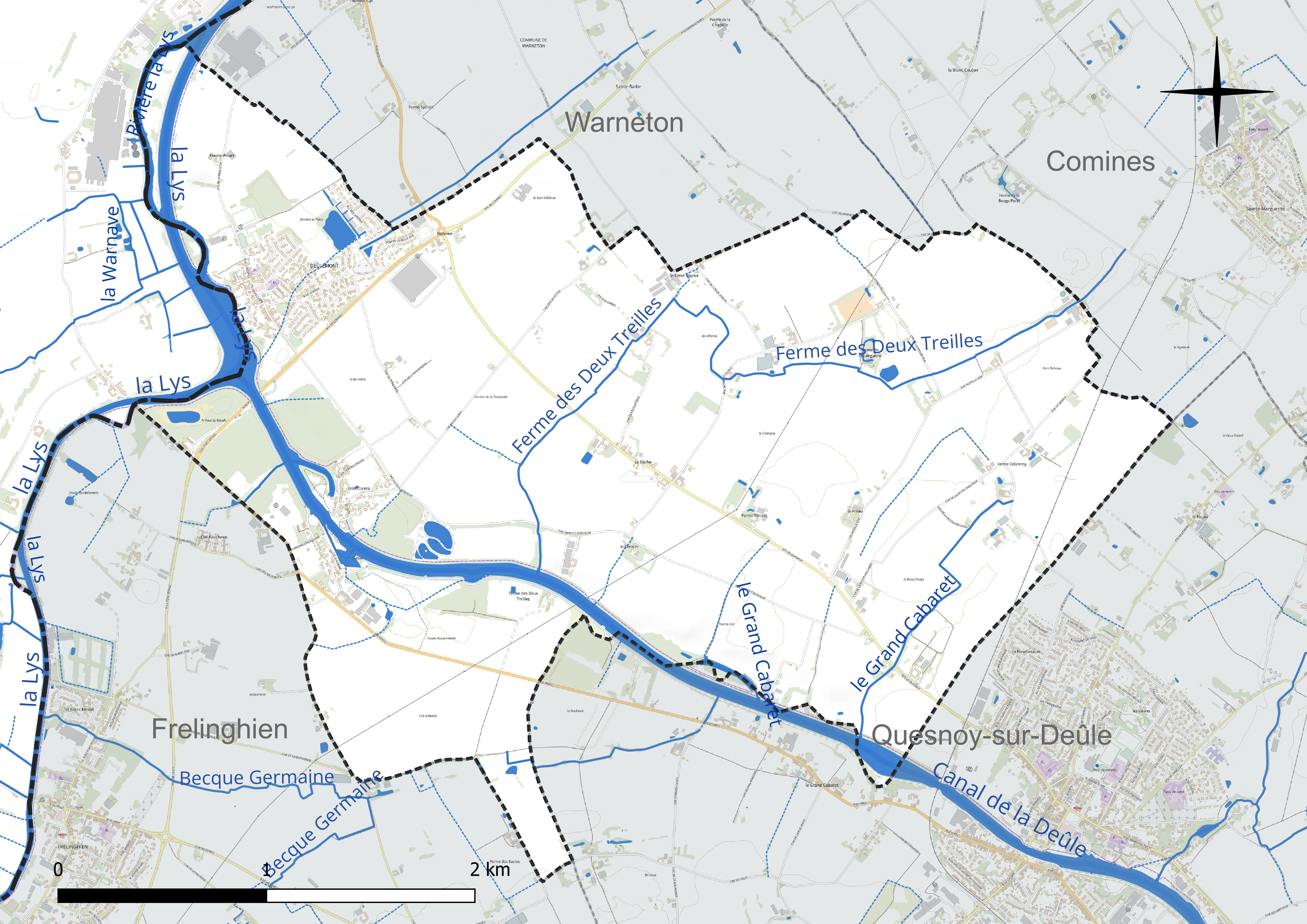
Réseau hydrographique de Deûlémont.

Le canal de la Deûle est un canal, chenal navigable, d'une longueur de 59 km, prend sa source dans la commune de Douai et se jette  dans la Lys sur la commune, après avoir traversé 40 communes. 

#### Gestion et qualité des eaux
Le territoire communal est couvert par le schéma d'aménagement et de gestion des eaux (SAGE) « Marque Deûle ». Ce document de planification concerne un territoire de 1 120 km2 de superficie, délimité par les bassins versants de la Marque et de la Deûle, formant une vaste cuvette sédimentaire de 40 km de long et de 25 km de large, où la pente est très faible. Le périmètre a été arrêté le 2 décembre 2005 et le SAGE proprement dit a été approuvé le 9 mars 2020. La structure porteuse de l'élaboration et de la mise en œuvre est la Métropole européenne de Lille. 
La qualité des cours d'eau peut être consultée sur un site spécial géré par les agences de l'eau et l'Agence française pour la biodiversité. 

### Climat
Pour des articles plus généraux, voir Climat des Hauts-de-France et Climat du Nord.
En 2010, le climat de la commune est de type climat océanique dégradé des plaines du Centre et du Nord, selon une étude du CNRS s'appuyant sur une série de données couvrant la période 1971-2000. En 2020, Météo-France publie une typologie des climats de la France métropolitaine dans laquelle la commune est exposée à un climat océanique et est dans la région climatique  Nord-est du bassin Parisien, caractérisée par un ensoleillement médiocre, une pluviométrie moyenne régulièrement répartie au cours de l'année et un hiver froid (3 °C). 
Pour la période 1971-2000, la température annuelle moyenne est de 10,6 °C, avec une amplitude thermique annuelle de 14 °C. Le cumul annuel moyen de précipitations est de 695 mm, avec 11,5 jours de précipitations en janvier et 8,6 jours en juillet. Pour la période 1991-2020, la température moyenne annuelle observée sur la station météorologique la plus proche, située sur la commune de Lesquin à 20 km à vol d'oiseau, est de 11,3 °C et le cumul annuel moyen de précipitations est de 740,0 mm,. Pour l'avenir, les paramètres climatiques de la commune estimés pour 2050 selon différents scénarios d'émission de gaz à effet de serre sont consultables sur un site spécial publié par Météo-France en novembre 2022.

## Urbanisme

### Typologie
Au 1er janvier 2024, Deûlémont est catégorisée ceinture urbaine, selon la nouvelle grille communale de densité à sept niveaux définie par l'Insee en 2022.
Elle est située hors unité urbaine. Par ailleurs la commune fait partie de l'aire d'attraction de Lille (partie française), dont elle est une commune de la couronne,. Cette aire, qui regroupe 201 communes, est catégorisée dans les aires de 700 000 habitants ou plus (hors Paris),.

### Occupation des sols
L'occupation des sols de la commune, telle qu'elle ressort de la base de données européenne d'occupation biophysique des sols Corine Land Cover (CLC), est marquée par l'importance des territoires agricoles (95,2 % en 2018), en diminution par rapport à 1990 (96,1 %). La répartition détaillée en 2018 est la suivante : 
terres arables (85,2 %), prairies (10 %), zones urbanisées (4,8 %). L'évolution de l'occupation des sols de la commune et de ses infrastructures peut être observée sur les différentes représentations cartographiques du territoire : la carte de Cassini (XVIIIe siècle), la carte d'état-major (1820-1866) et les cartes ou photos aériennes de l'IGN pour la période actuelle (1950 à aujourd'hui).

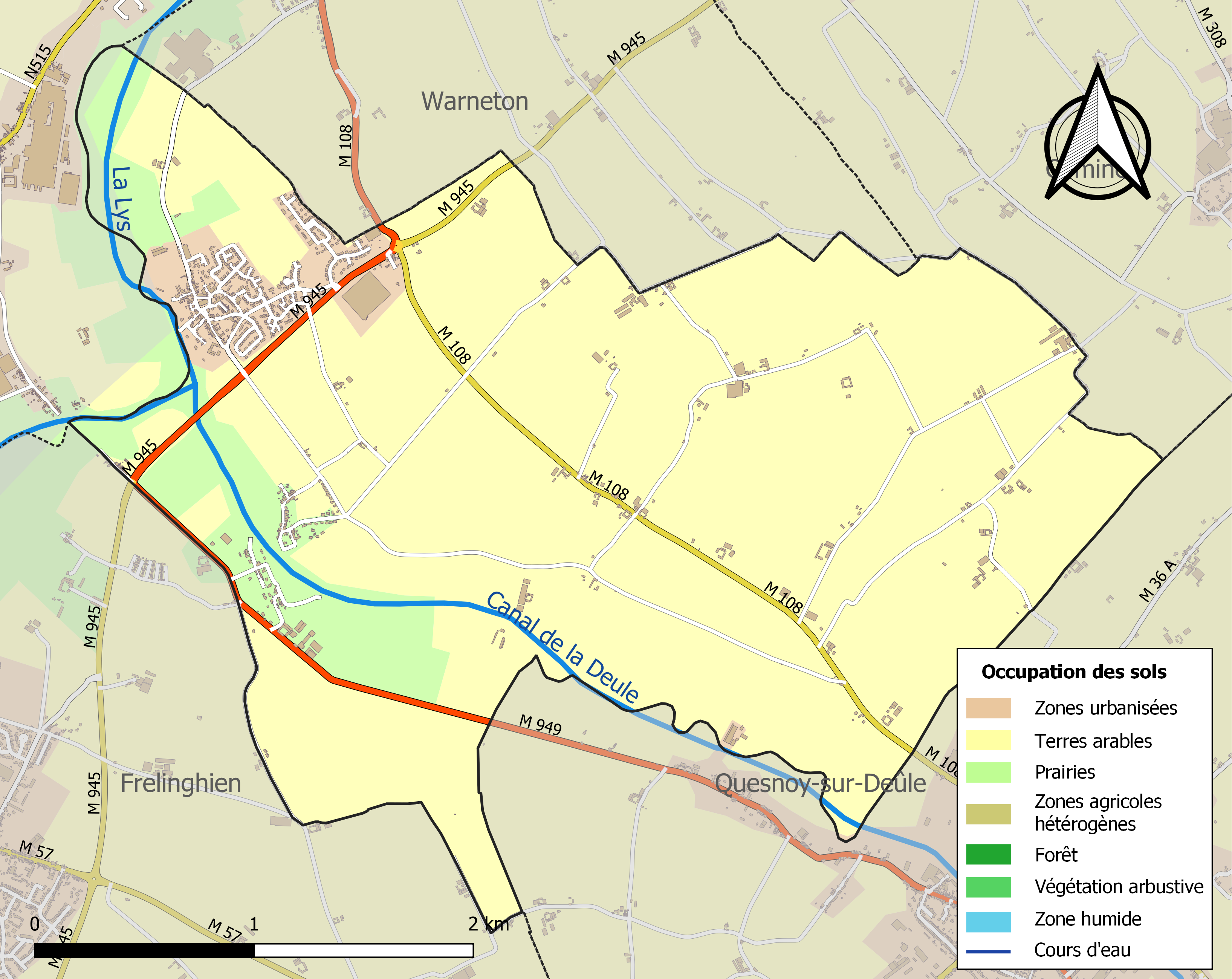
Carte des infrastructures et de l'occupation des sols de la commune en 2018 (CLC).

### Voies de communication et transports
La commune est desservie, en 2023, par les lignes 75, 82 et 975, ainsi que par les lignes de transport à la demande 22R, 75R et 82R du réseau Ilévia.

## Héraldique
|  | Armoiries données en 1690, sous l'administration de Madame Marie–Louise–Victoire de Créquy, 28e abbesse de Messines (1679 - 1706) et Dame de Deûlémont. Enregistrées par D'Hozier à l'Armorial général de France. Les armes de Deûlémont se blasonnent ainsi : «Écartelé au Premier et Quatrième de gueules à une fleur de lys à l'antique d'argent,au deuxième et troisième d'or au lion de sable lampassé de gueules,à une crosse d'or posée sur l'écartelé en pal,à l'écu brochant sur le tout d'or au créquier de gueules». |

## Toponymie
Deûlémont signifie « embouchure de la Deûle » ; mond signifie « bouche » en néerlandais.

## Histoire
Avant la Révolution française , Deulémont est le siège de seigneuries et de fiefs donnant à leur propriétaire le titre de seigneur.
Au XVIe siècle, Guillaume Petitpas, fils de Jean, seigneur des Oursins à Verlinghem, de Duretête à Annappes, bourgeois de Lille et de Marie de Bailleul, dame de la Gacherie et de La Moussonnerie, devient bourgeois de Lille le 12 juillet 1523. Il meurt le 14 septembre 1558. Il a considérablement augmenté ses biens : il achète le fief de Carnin à Gondecourt le 15 juin 1529, la Pontenerie à Roubaix le 4 janvier 1532, la Tannerie à Wattrelos en 1533, la Mousserie à Roubaix, Warcoing, Gamans à Lesquin le 20 mars 1539, le Quesnoy à Wasquehal en 1549, Champagne à Deulémont le 27 septembre 1550, le Petit Erin à Erquinghem-Lys en 1551, la Haye en 1554. Il se marie en 1523 avec Jeanne Segon, fille de Noël, et de Louise du Croquet. Son épouse meurt le 16 mai 1584. Elle est enterrée à côté de son mari, dans la chapelle Sainte-Anne de l'église Sainte-Catherine de Lille.
Entre 1895 et 1932, un tramway circule entre Armentières et Halluin, il passe par Bousbecque, Deûlémont, Frelinghien, Houplines, Wervicq-Sud

## Population et société

### Démographie

#### Évolution démographique
L'évolution du nombre d'habitants est connue à travers les recensements de la population effectués dans la commune depuis 1793. Pour les communes de moins de 10 000 habitants, une enquête de recensement portant sur toute la population est réalisée tous les cinq ans, les populations de référence des années intermédiaires étant quant à elles estimées par interpolation ou extrapolation. Pour la commune, le premier recensement exhaustif entrant dans le cadre du nouveau dispositif a été réalisé en 2005.

En 2022, la commune comptait 1 801 habitants, en évolution de +7,2 % par rapport à 2016 (Nord : +0,51 %, France hors Mayotte : +2,11 %).
| 1793  | 1800  | 1806  | 1821  | 1831  | 1836  | 1841  | 1846  | 1851  |
| ----- | ----- | ----- | ----- | ----- | ----- | ----- | ----- | ----- |
| 2 002 | 1 873 | 1 885 | 2 032 | 2 168 | 2 158 | 2 125 | 2 140 | 2 060 |

| 1856  | 1861  | 1866  | 1872  | 1876  | 1881  | 1886  | 1891  | 1896  |
| ----- | ----- | ----- | ----- | ----- | ----- | ----- | ----- | ----- |
| 2 049 | 1 943 | 1 952 | 1 936 | 1 890 | 1 862 | 1 868 | 1 917 | 1 958 |

| 1901  | 1906  | 1911  | 1921 | 1926 | 1931 | 1936 | 1946 | 1954 |
| ----- | ----- | ----- | ---- | ---- | ---- | ---- | ---- | ---- |
| 1 902 | 1 959 | 1 757 | 715  | 831  | 837  | 813  | 827  | 880  |

| 1962 | 1968 | 1975 | 1982  | 1990  | 1999  | 2005  | 2006  | 2010  |
| ---- | ---- | ---- | ----- | ----- | ----- | ----- | ----- | ----- |
| 898  | 866  | 951  | 1 360 | 1 368 | 1 461 | 1 424 | 1 460 | 1 690 |

| 2015  | 2020  | 2022  | - | - | - | - | - | - |
| ----- | ----- | ----- | - | - | - | - | - | - |
| 1 673 | 1 843 | 1 801 | - | - | - | - | - | - |

#### Pyramide des âges
La population de la commune est relativement jeune.
En 2018, le taux de personnes d'un âge inférieur à 30 ans s'élève à 36,7 %, soit en dessous de la moyenne départementale (39,5 %). À l'inverse, le taux de personnes d'âge supérieur à 60 ans est de 20,1 % la même année, alors qu'il est de 22,5 % au niveau départemental.
En 2018, la commune comptait 889 hommes pour 909 femmes, soit un taux de 50,56 % de femmes, légèrement inférieur au taux départemental (51,77 %).
Les pyramides des âges de la commune et du département s'établissent comme suit.
| Hommes | Classe d’âge | Femmes |
| ------ | ------------ | ------ |
| 0,2    | 90 ou +      | 0,3    |
| 3,0    | 75-89 ans    | 3,4    |
| 17,1   | 60-74 ans    | 16,2   |
| 22,7   | 45-59 ans    | 24,0   |
| 20,6   | 30-44 ans    | 19,2   |
| 15,7   | 15-29 ans    | 17,1   |
| 20,8   | 0-14 ans     | 19,8   |

| Hommes | Classe d’âge | Femmes |
| ------ | ------------ | ------ |
| 0,5    | 90 ou +      | 1,4    |
| 5,3    | 75-89 ans    | 8,1    |
| 14,8   | 60-74 ans    | 16,2   |
| 19,1   | 45-59 ans    | 18,4   |
| 19,5   | 30-44 ans    | 18,7   |
| 20,7   | 15-29 ans    | 19,1   |
| 20,2   | 0-14 ans     | 18     |

## Politique et administration
| Période   | Période   | Identité                      | Étiquette | Qualité                                                                  |
| --------- | --------- | ----------------------------- | --------- | ------------------------------------------------------------------------ |
| 1800      | 1803      | Inglebert Vandermersch        |           |                                                                          |
| 1803      | 1813      | Jean-Baptiste Ghesquière      |           |                                                                          |
| 1813      | 1816      | Hippolite Joseph Vandermersch |           |                                                                          |
| 1816      | 1817      | Augustin Lutun                |           |                                                                          |
| 1817      | 1821      | Zacharie Catteau              |           |                                                                          |
| 1821      | 1831      | Roger Laloy                   |           |                                                                          |
| 1831      | 1848      | Augustin Vandermersch         |           | Le maire et l'adjoint furent révoqués à l'issue de la Révolution de 1848 |
| 1848      | 1848      | Charles Sénélar               |           | Maire provisoire                                                         |
| 1848      | 1853      | Hippolite Vandermersch        |           |                                                                          |
| 1853      | 1858      | Auguste Ghestem               |           |                                                                          |
| 1858      | 1861      | Louis Philippo                |           |                                                                          |
| 1861      | 1876      | Alphonse Vandermersch         |           |                                                                          |
| 1876      | 1894      | Charles Philippo              |           |                                                                          |
| 1894      | 1904      | Louis Philippo                |           |                                                                          |
| 1904      | 1906      | Roger Horent                  |           |                                                                          |
| 1906      | 1908      | Louis Flipo                   |           |                                                                          |
| 1908      | 1912      | Georges Horent                |           |                                                                          |
| 1912      | 1919      | Victor-Hyacinthe Liénart      |           |                                                                          |
| 1919      | 1927      | Louis Claro                   |           | Conseiller général du Canton de Quesnoy-sur-Deûle                        |
| 1927      | 1959      | Pierre Dillies                |           |                                                                          |
| 1959      | mars 1971 | Louis Lefebvre                |           |                                                                          |
| mars 1971 | mars 1989 | André Dekyndt                 |           |                                                                          |
| mars 1989 | mars 2014 | Francis Grimonprez            |           | Onzième vice-président à Lille Métropole Communauté urbaine              |
| mars 2014 | En cours  | Christophe Liénart            | DVD       |                                                                          |

## Culture locale et patrimoine

### Lieux et monuments

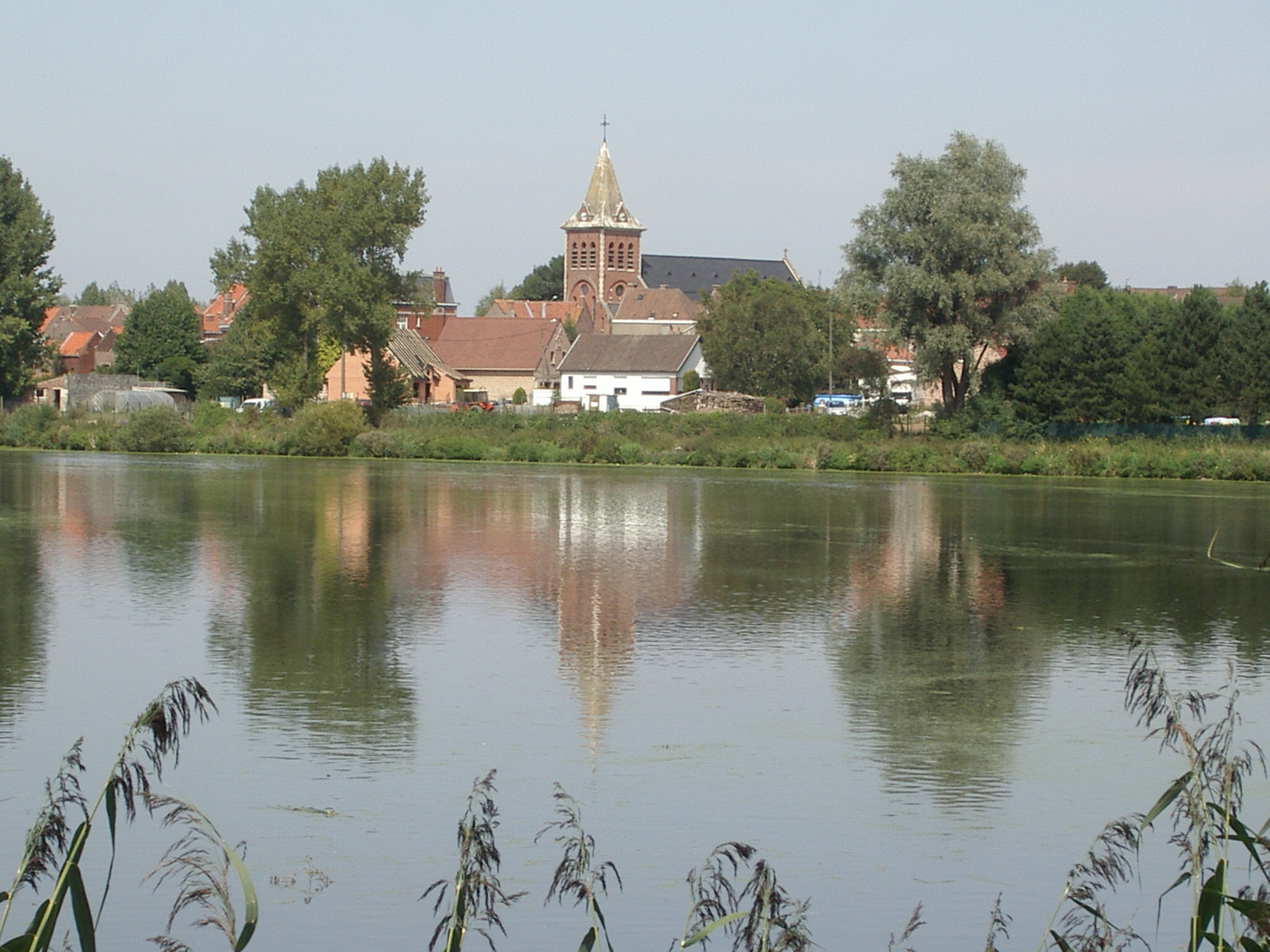
Deûlémont
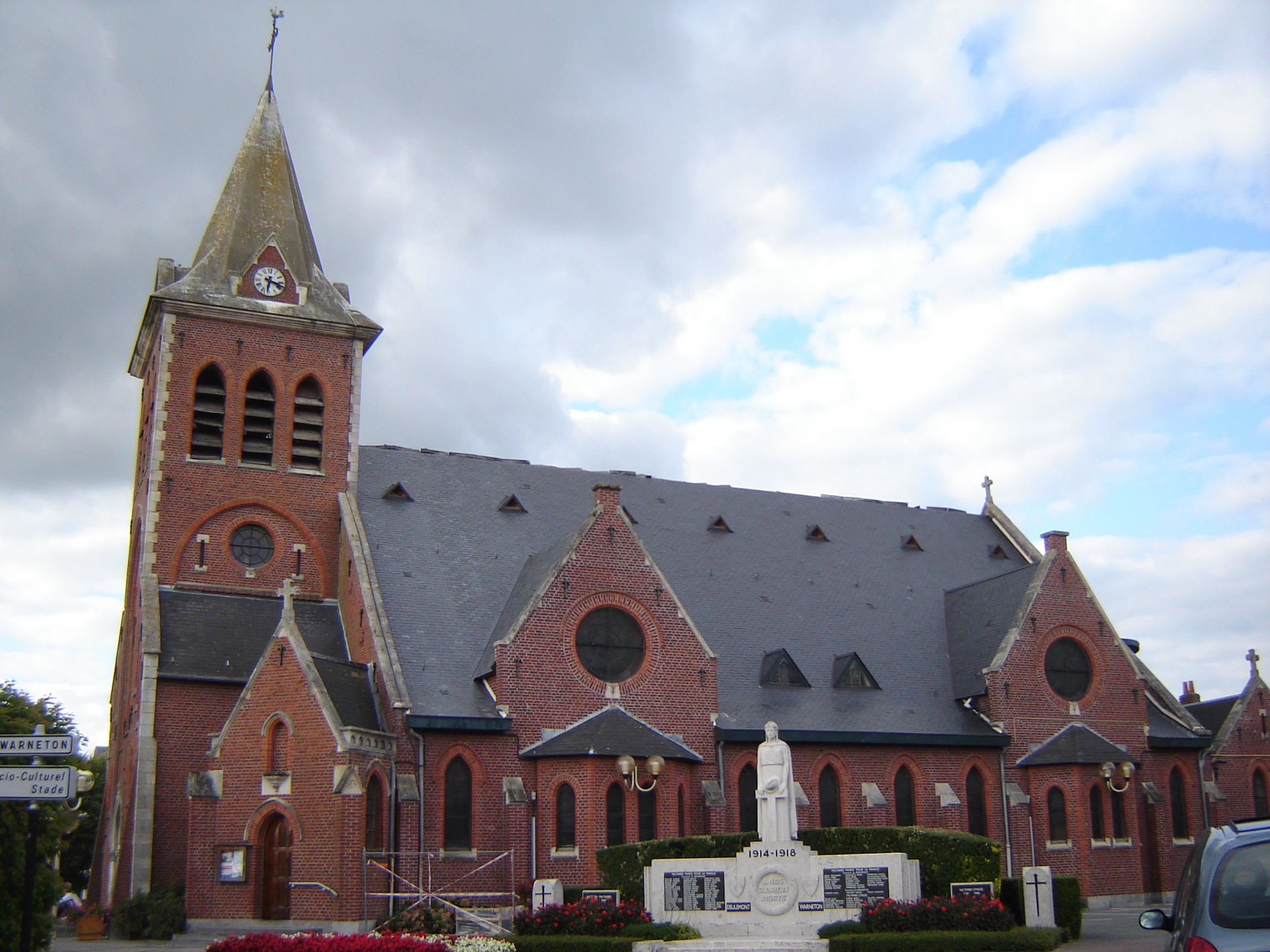
L'église Saint-Symphorien
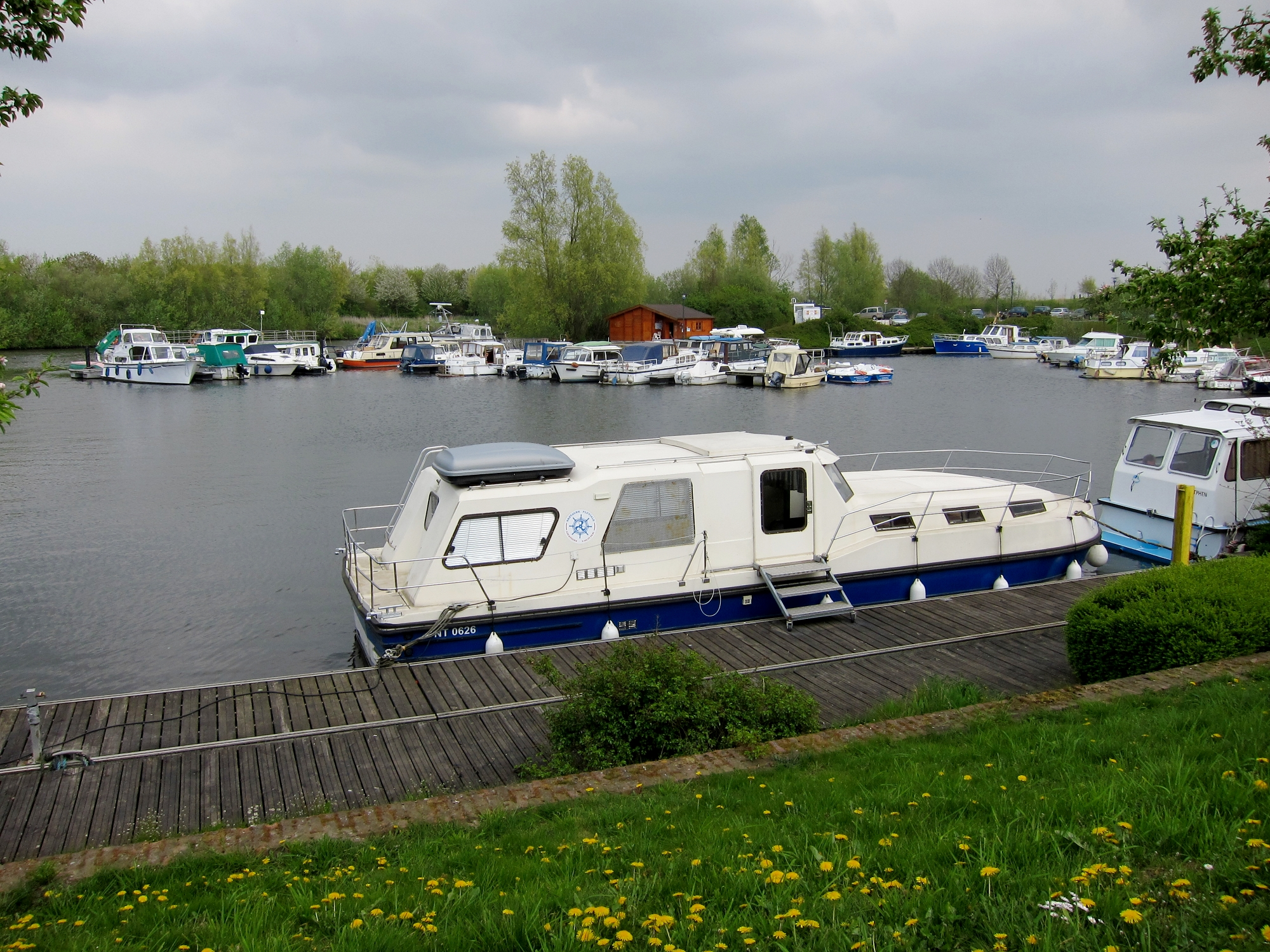
Le port

- L'église Saint Symphorien - Elle a été construite en 1925 en remplacement de la précédente église, détruite durant la première guerre mondiale.
- La chapelle Marie Mère de Dieu - Bâtie en 1926, elle est située aux écolatries. Elle contient une statue de la Vierge à L'enfant, une statue de Saint Roch et une statue de Saint Joseph.
- La chapelle Notre-Dame - Elle est située rue des Processions. Elle contient une statue de la Vierge à L'enfant
- La chapelle Notre-Dame - Elle est située rue du Maréchal Foch. Elle contient une statue de Notre-Dame de la Médaille Miraculeuse.
- La chapelle Notre-Dame de la Délivrance -  dite "Chapelle Rohart". Bâtie en 1867, reconstruite en 1934 et rénovée en 2013. Elle est située rue des trois frères Fretin. Elle contient une statue de la Vierge à L'enfant, une statue de Saint Gérard et une statue de Saint Antoine de Padoue.
- La chapelle Notre-Dame des Sept Douleurs - Elle a été édifiée à l'initiative de la famille Desprez, qui occupait la ferme du Wynhem, en action de grâce pour avoir été préservée des malheurs de la première guerre mondiale. Elle est située à l'angle du chemin du Moulin du Wynhem et du chemin de Deulemont.

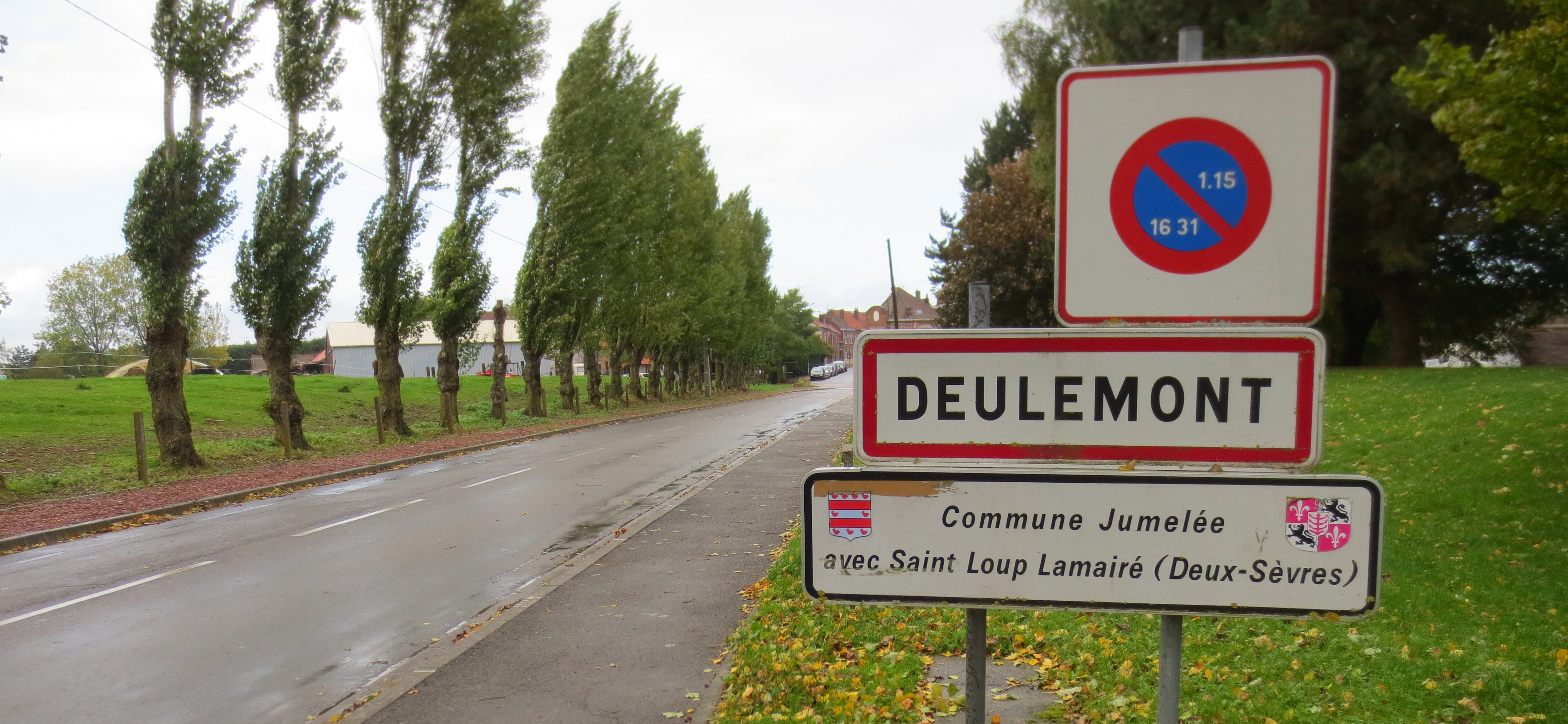
L'entrée de la commune.
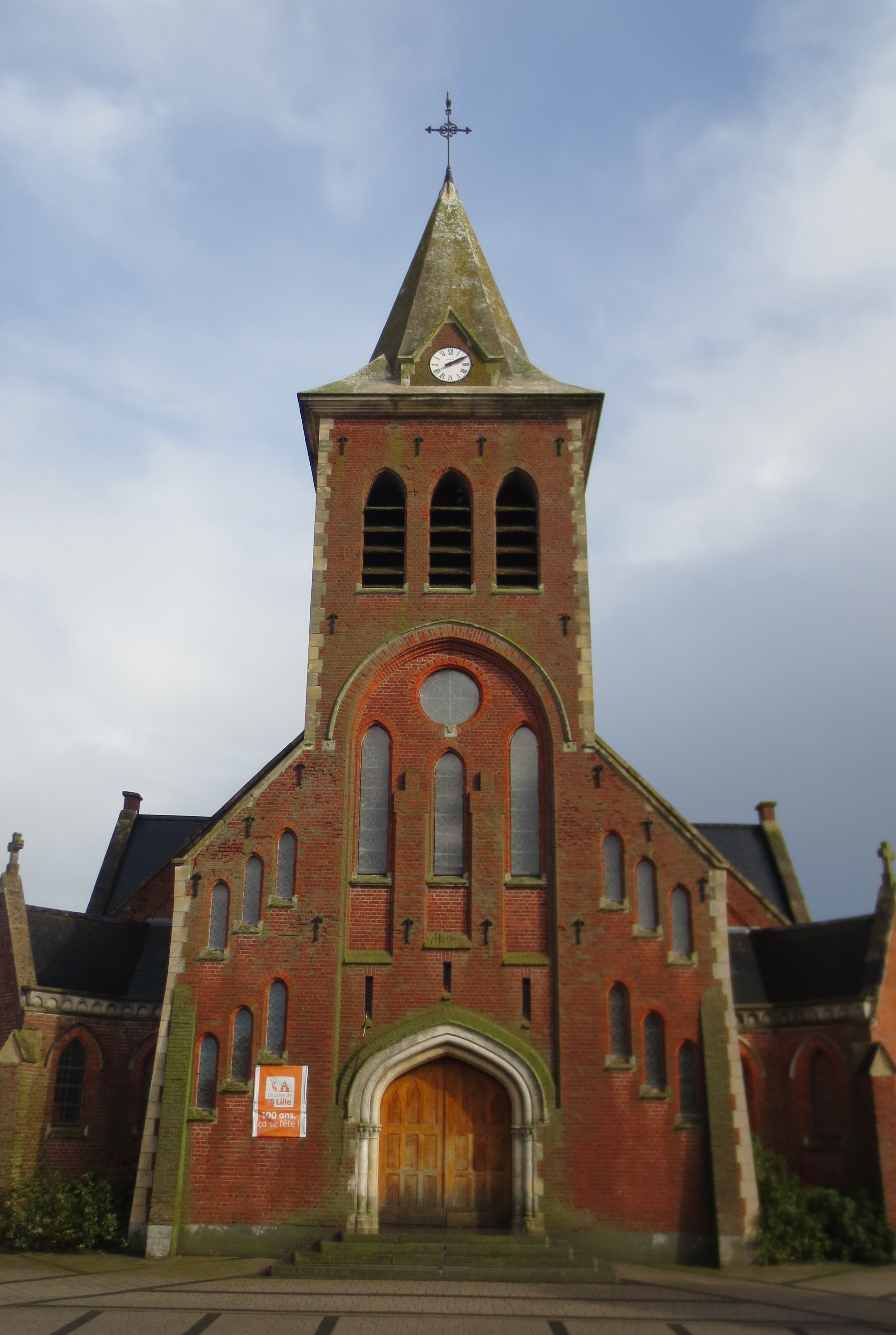
L'église.
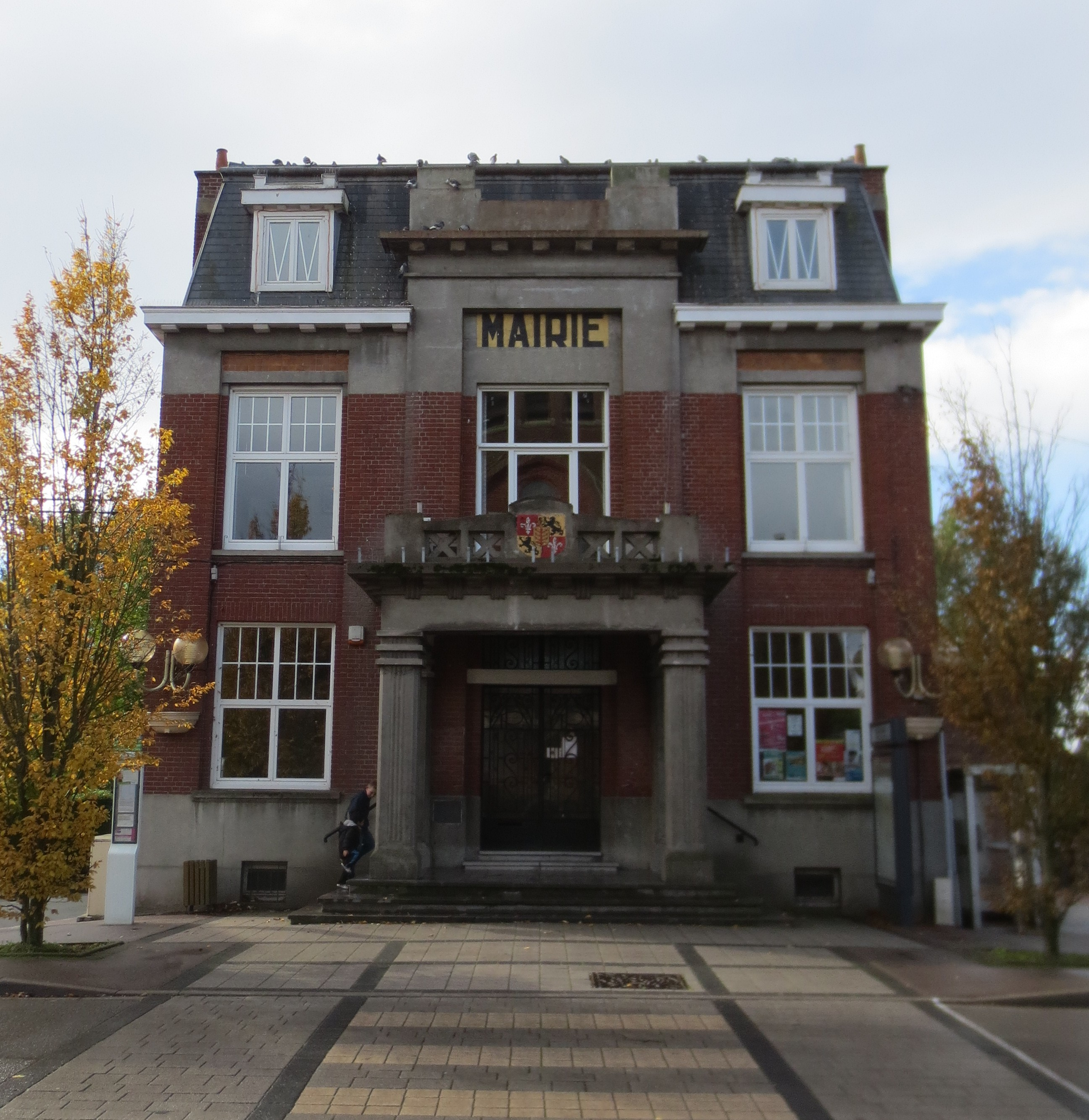
La mairie.
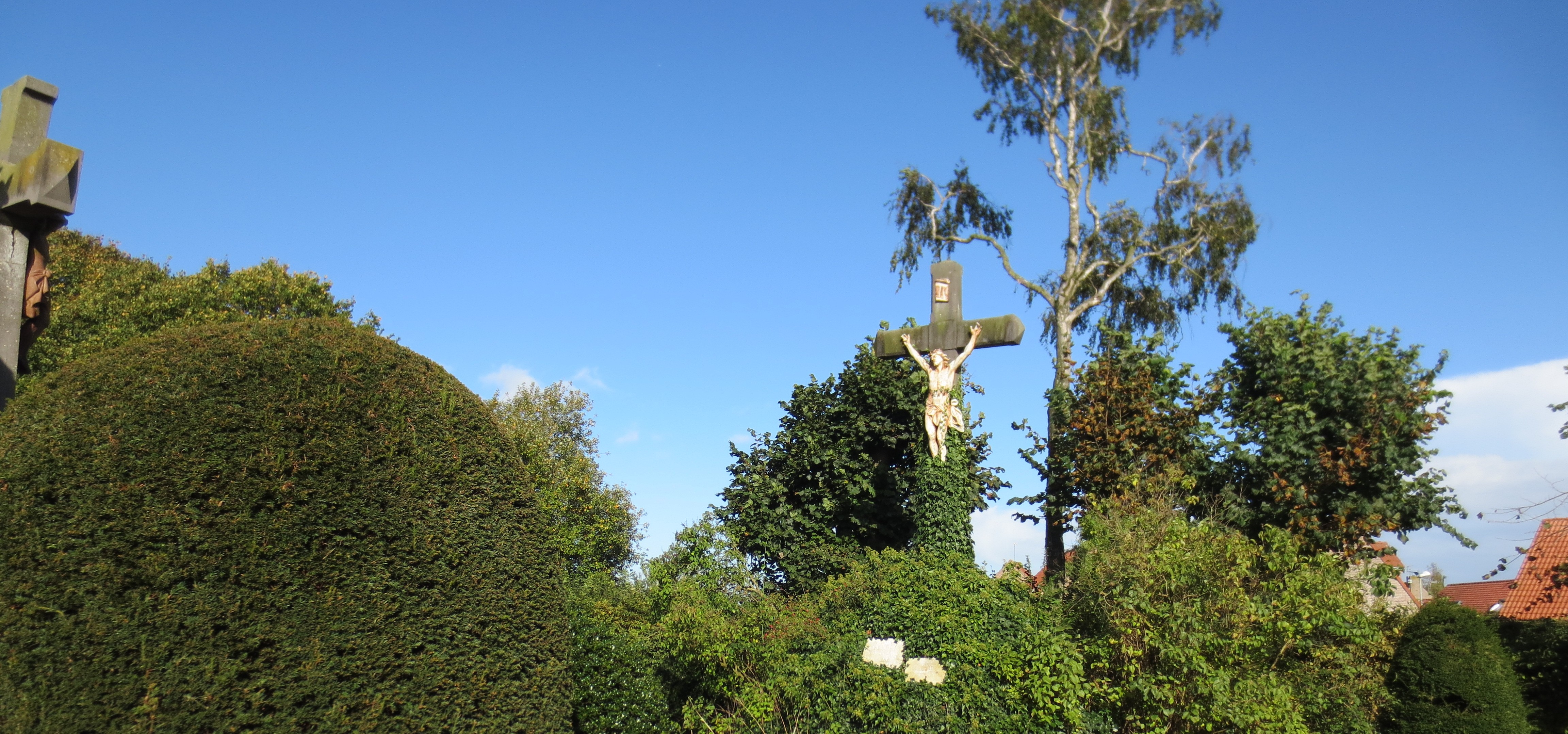
Le calvaire.

### Dévotion populaire et tradition
La ville de Deûlémont est marquée par la dévotion à Saint Symphorien, On trouve un autel dédié à ce saint dans l'église du même nom. Au XVIIè siècle on paye déjà le clerc de l'église pour donner des chandelles aux pèlerins qui viennent "servir Saint Symphorien". La dévotion est toujours active au XIXe siècle : en 1861, l'abbé Dinet mentionne Deûlémont dans son étude sur S. Symphorien et son culte.
Deûlémont était un lieu de pèlerinage populaire parmi les Flamands, qui appelaient la ville « Dulzemonde ». L'écrivain populaire flamand  Edward Vermeulen l'évoque dans son ouvrage de 1927 "Mietje Mandemakers & Cie"  L'éthnologue Belge Walter Giraldo, le mentionne à plusieurs reprises dans ses études sur la dévotion populaire en Flandre Occidentale, notamment dans son ouvrage "Volksdevotie in West-Vlaanderen".
On prie Saint Symphorien en particulier pour la guérison de la Cyanose, et pour prévenir la mort subite du nourrisson ou toutes sortes d'autres maladies infantiles. On invoquait aussi parfois Saint Symphorien contre les maladies du bétail.
Au début des années 1930, des pèlerins de Courtrai venaient y faire bénir les sous-vêtements déjà neuf fois portés par leurs enfants, après quoi les enfants devaient porter pendant neuf jours ces vêtements.
Dans les années 1950, les pèlerins viennent encore d'Aalbeke, de Deerlijk, de Wytschaete ou de Wevelghem. Des pratiques similaires aux années 1930 sont rapportées : on se rend à Deûlémont avant l'accouchement, de préférence avec son époux et on fait bénir un vêtement qui doit être fait porté à l'enfant à sa naissance pendant neuf jours.
Au XIXe siècle la paroisse de Deûlémont diffusait une médaille à l'effigie du Saint. Une procession avait lieu le quatrième dimanche du mois d'août. De nos jours, des pèlerins viennent encore de Flandre pour "servir" le Saint. Une messe avec bénédiction des enfants est toujours organisée à cette date : les enfants reçoivent l'image d'un vitrail représentant Saint Symphorien.

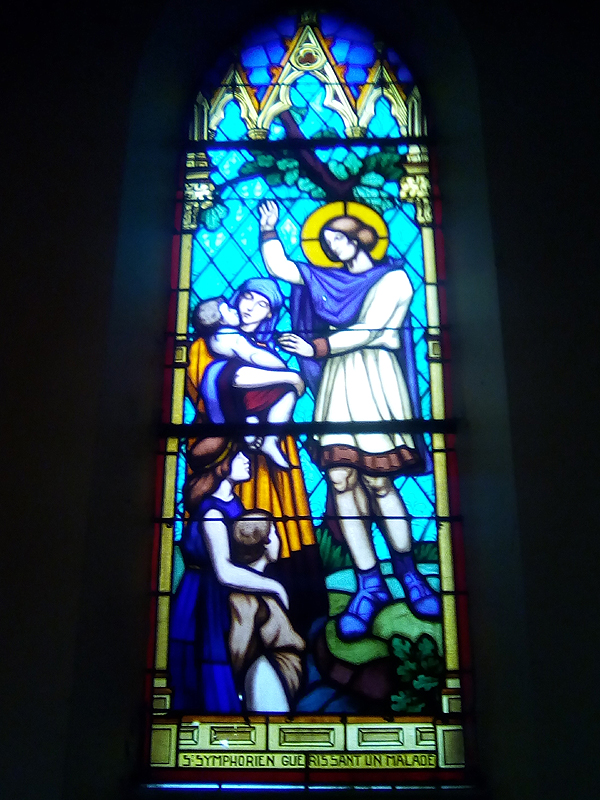
Saint Symphorien guérissant un enfant.
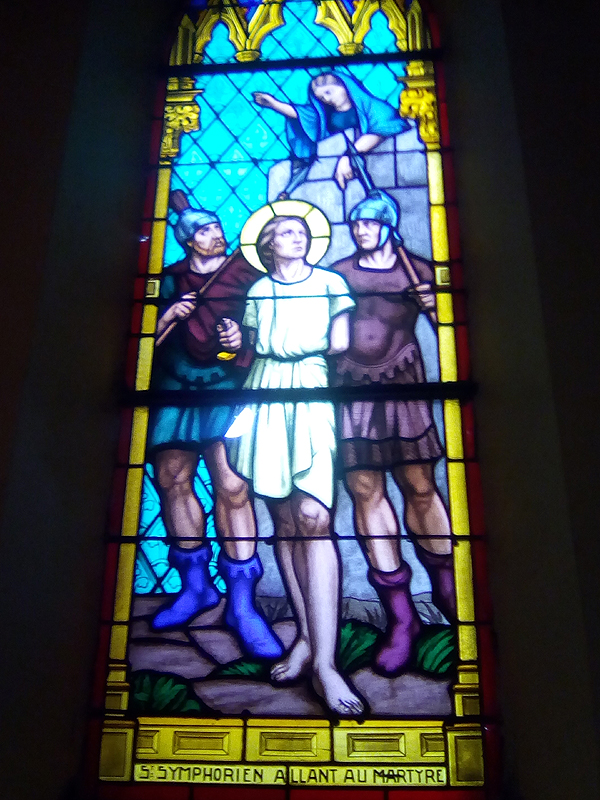
Saint Symphorien allant au martyre.
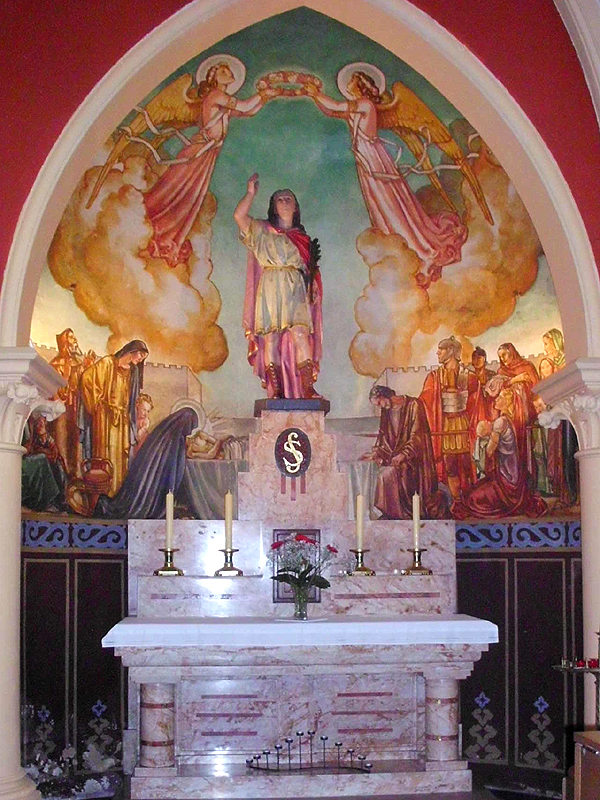
L'autel de Saint Symphorien.
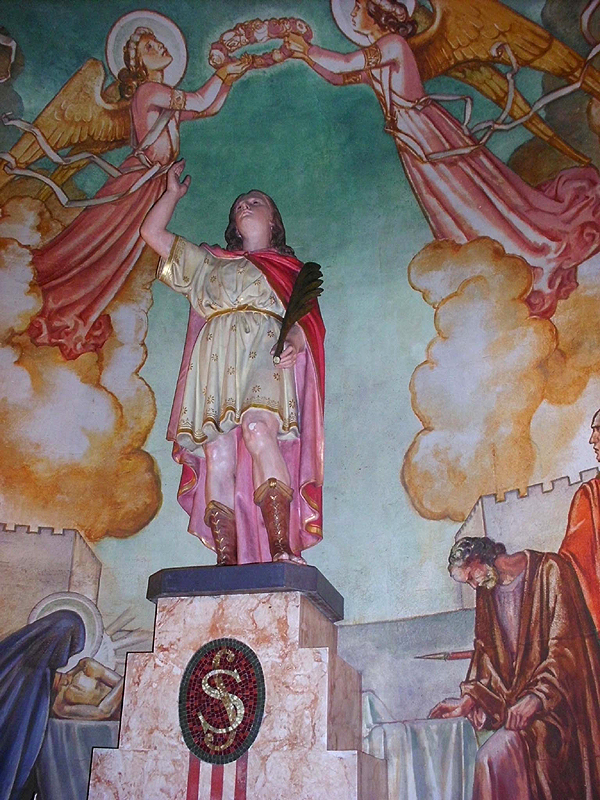
Statue de Saint Symphorien.

### Personnalités liées à la commune
- Virginie Ghesquière (1768-1867) Elle s'enrôle dans l'armée de Napoléon à la place de son frère.

## Pour approfondir